# Carya alba
Carya alba är en valnötsväxtart som först beskrevs av Carl von Linné, och fick sitt nu gällande namn av Thomas Nuttall. Carya alba ingår i släktet hickory, och familjen valnötsväxter. Inga underarter finns listade i Catalogue of Life.